# Жучка
— «Вот бегает дворовый мальчик… дворовый мальчик, в салазки Жучку посадив… посадив…»

— Стало быть, наелся, коли бегает да балуется… А у родителей нет того в уме, чтоб мальчишку за дело усадить. Чем собаку-то возить, лучше бы дрова колол или Священное писание читал… И собак тоже развели… ни пройти, ни проехать! Было бы мне после ужина не садиться… Поужинать бы, да и уехать…
Жу́чка — название дворовой беспородной собаки (традиционно чёрной масти — жуковой), также кличка. Слово в качестве обобщающего названия (со строчной буквы) и клички (с прописной) собаки неоднократно упоминалось в произведениях русской литературы. Оно фиксируется в поэзии Михаила Ломоносова «Лишь только дневной шум замолк…» (1747), эклоге Василия Майкова «Аркас» (1773). Существительное «жучка» было представлено в «Словаре Академии Российской» (1789—1794). По одной из версий, название первоначально возникло в словах «жу́чко/жучко́», образованных от термина «жук». По другой, слово произошло от кличек собак французского происхождения. Также происхождение связывают с глаголом «жучить» (бранить, преследовать).

## Этимология
Высказывалось несколько предположений об этимологии слова. По одной из версий, первоначально появились слова «жу́чко» и «жучко́», образованные от названия «жук» посредством прибавления суффикса -к(о) (как это имело место при возникновении слов типа «гнедко», «сивко» и т. п.). В дальнейшем форма подверглась изменению на «жучка» под влиянием слов на манер «лайка».
Макс Фасмер трактовал слово как «маленькая собачка», отметив при этом, что оно, вероятно, происходит от собачьей клички «Жужу» (от фр. joujou — «игрушка»). Также он отмечал, что маловероятен вывод Николая Горяева, который связывал этимологию с понятием «жук». В качестве подтверждения своей точки зрения он привёл употребление слова «жужу́тка» у Ивана Крылова. В письме от 15 апреля 1971 года Глебу Струве Владимир Набоков также высказал предположение, что народное слово восходит к кличкам господских собак, названных на французский манер: «Надеюсь также, что не буду советскими предупреждён в новой моей догадке, что слово „жучка“ родилось в лакейской от Жужу и Бижу, то есть от кличек барских собачек».
Николай Шанский возражал против объяснения возникновения существительного от «жужу». Он пришёл к выводу, что слово «жучка» родственно понятию «жук», но произошло не прямо от него. «Нам кажется, что слово жучка представляет собой видоизменение под влиянием слов типа лайка, шавка, моська и т. д. слова жучко, входящего в ту же словообразовательную модель, что и гнедко, сивко, серко, укр. рябко и т. п. (ср. сивка < сивко, не без воздействия родового лошадка)». Так, для «жука» и «жучки» («кличка чёрной собаки» у Владимира Даля) общим является чёрный цвет. По этому признаку были образованы несколько диалектных слов (в костромских говорах «жукола» — «чёрная корова»; «жук» — вообще «чёрная собака» и др.). Кроме того, заметил Шанский, «жужу» — это комнатная собачка, а просторечное «жучка» — «дворовая». При этом французское заимствование было неизвестно среди простого народа. Против иностранного происхождения приводился аргумент о том, что слово появилось от глагола «жучить», который, согласно Далю, означает «бранить, тазать, журить, щунять, гонять, преследовать». Такая мотивировка обосновывается тем, что небольшая собака не способна защитить хозяйское добро, но ей вполне по силам отпугнуть воришек своим лаем.

## В культуре
Слово фиксируется в поэзии Михаила Ломоносова: «Увидев там, что Жучко спит <…> Жучко с ним бросился в бой» («Лишь только дневной шум замолк…», 1747), а также эклоге Василия Майкова «Аркас» (1773). В произведении Ломоносова «Жучко» пастушеская собака, а у Майкова «жучко» — овчарка, то есть в обоих случаях это крупные, не дворовые собаки. Существительное «жучка» было представлено в «Словаре Академии Российской» (1789—1794). Жучка неоднократно упоминалась в произведениях русской литературы XIX века (Николай Гоголь, Дмитрий Григорович, Лев Толстой, Иван Тургенев, Антон Чехов и др.). Слово наиболее известно по хрестоматийным стихам из романа Александра Пушкина «Евгений Онегин» (5, II, 9-11): «Вот бегает дворовый мальчик, // В салазки жучку посадив, // Себя в коня преобразив…». Литературовед Юрий Лотман в комментарии к роману писал, что в данном случае «жучка» не является кличкой (написано со строчной буквы), а представляет собой выражение «из детской речи — обозначение беспородной крестьянской собаки». В случае нехудожественного изложения в этом отрывке следовало бы использовать оборот: «как они называют». Светлана Кашарнова и Михаил Строганов в «Онегинской энциклопедии» расширили трактовку Лотмана, предположив, что в данном случае речь идёт не только о детской речи, но о простонародной, крестьянской. Набоков в своём комментарии «Евгения Онегина» дал следующее определение слову жучка: «Маленькая чёрной шерсти собака и, в расширительном смысле, любая маленькая „дворняжка“». Историк русской литературы Андрей Кунарёв отнёс слово к уникальным в лексиконе Пушкина. Он также пришёл к выводу, что под жучкой скрыто обращение к поэту Василию Жуковскому, который среди друзей был известен под прозвищем «Жучок».
Жучка является персонажем варианта переложения русской народной сказки «Репка», сделанного педагогом Константином Ушинским для учебника «Родное слово» (1864). Впервые сказка была опубликована в 1860 году исследователем фольклора Александром Афанасьевым в его сборнике «Народные русские сказки», где собака была названа «сучка». В обработке Ушинского впервые появляется «Жучка». «Кликнула внучка Жучку. Жучка за внучку, внучка за бабку, бабка за дедку, дедка за репку: тянут-потянут, вытянуть не могут. Кликнула Жучка кошку. Кошка за Жучку, Жучка за внучку, внучка за бабку, бабка за дедку, дедка за репку: тянут-потянут, вытянуть не могут. Кликнула Жучка Машку. Машка за Жучку, Жучка за внучку, внучку за бабку, бабку за дедку, дедка за репку: тянут-потянут, вытянуть не могут. Кликнула Машка мышку. Мышка за Машку, Машка за Жучку, Жучка за внучку, внучка за бабку, бабка за дедку, дедка за репку тянут-потянут — вытащили репку». Впоследствии этот вариант оказал влияние на версии других писателей и непосредственно на народную сказочную традицию.
Производное от слова «жучка» неоднократно использовал в своих произведениях Иосиф Бродский. В антивоенных «Стихах о зимней кампании 1980 года» (1980) поэт писал: «В стратосфере, всеми забыта, сучка // лает, глядя в иллюминатор. // „Шарик! Шарик! Приём. Я — Жучка“. // Шарик внизу, и на нём экватор. // Как ошейник». Евгений Шраговиц назвал образ одинокой собаки («всеми забыта» в космосе) возможно многозначительным, указав при этом на автобиографическую повесть Николая Гарина-Михайловского «Детство Тёмы» (1892). В ней мальчик спустился в старый колодец, чтобы спасти свою собаку, брошенную туда неизвестным. Также Шраговиц отметил, что большинство собак, отправленных СССР в космос, погибли. В стихотворении «Пятая годовщина» (1977), повествуя о советских реалиях, Бродский писал: «И к звёздам до сих пор там запускают жучек // плюс офицеров, чьих не осознать получек». Писательница Елена Первушина, комментируя эти слова, отмечала, что речь идёт о первых полётах в космос, в которых использовались собаки, — хотя среди них не было ни одной по кличке «Жучка».